# Onze-Lieve-Vrouw van Gerechtigheidklooster

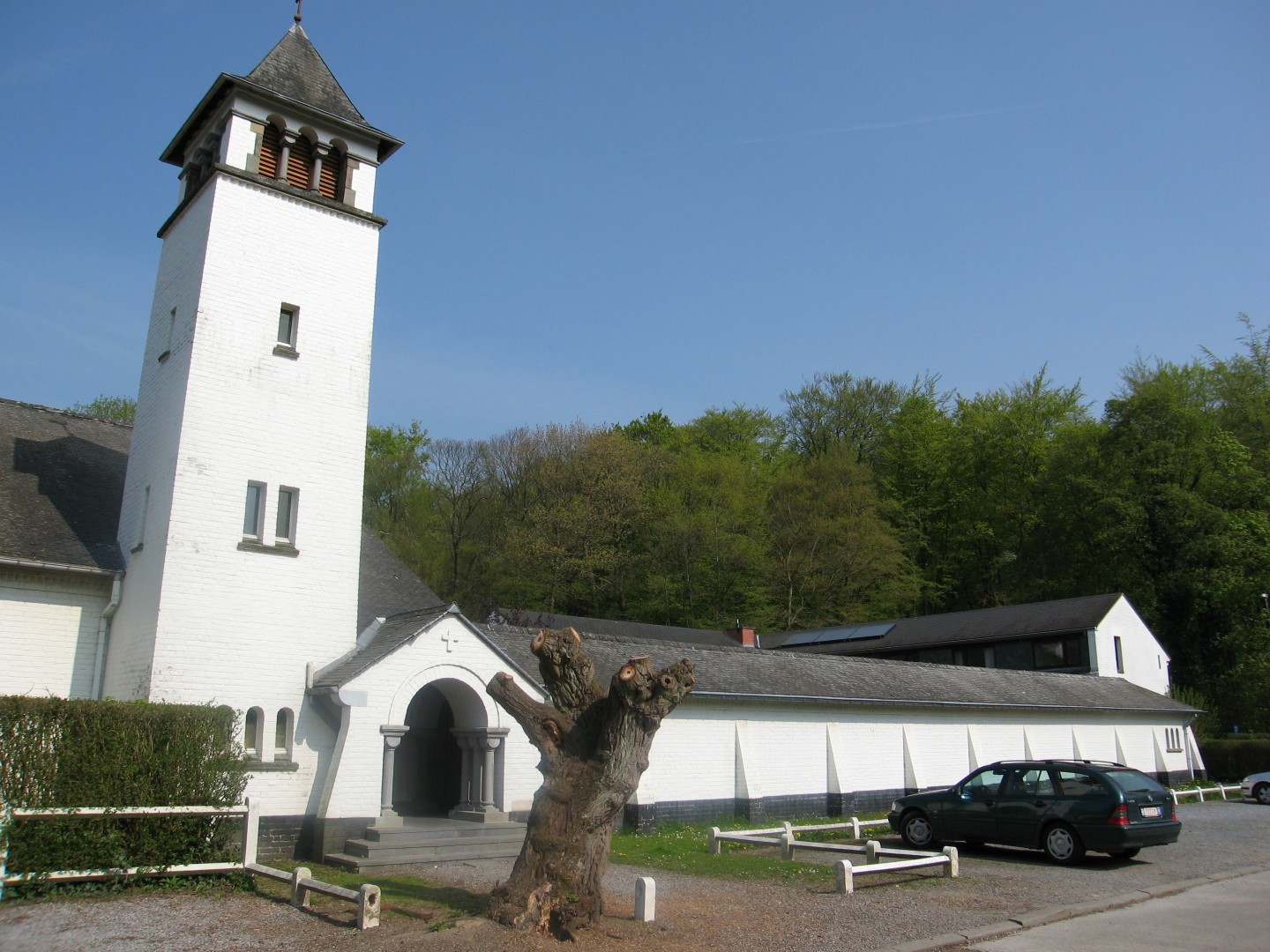
Onze-Lieve-Vrouw van Gerechtigheidklooster

Het Onze-Lieve-Vrouw van Gerechtigheidklooster is een klooster in de Vlaams-Brabantse plaats Sint-Genesius-Rode, gelegen aan de Bosweidelaan 9.

## Geschiedenis
Een zuster in het Apostolinnenklooster te Sint-Joost-ten-Node genas in 1909 na een Lourdesreis op -naar zeggen- wonderbaarlijke wijze van een hartkwaal. Ook vond ze in een tuin een verwaarloosd Mariabeeld dat ze meenam. Ze wenste een eigen heiligdom te stichten en dit begon, in 1915, met een klein kapelletje dat aan een boom werd opgehangen. In 1935 werd een -zeer grote- Lourdesgrot ingewijd. In 1952 werd op deze plaats een klooster gesticht, naar ontwerp van Antoine Courtens en Michel Courtens. In 1960 werd hieraan een retraitehuis toegevoegd. In 1986 volgde nog een gemeenschapscentrum, ontworpen door Jean Franchimont.
Het complex wordt gebruikt als retraitehuis met de naam: Centre Spirituel Notre-Dame de la Justice.

## Gebouw
Het betreft een witgeschilderd gebouwencomplex met een kapel en daaraan vastgebouwd een L-vormig klooster. Via een rondboogportaal betreedt men het complex met links de kapel welke een vierkante toren bezit. De glaswand met blauwige glazen werd vervaardigd door Frans Crickx en Ovide Piron.